# Улица Тургенева (Хабаровск)
Улица Тургенева — улица в историческом центре Хабаровска. Проходит, параллельно береговой линии, от Площади Славы до улицы Серышева.

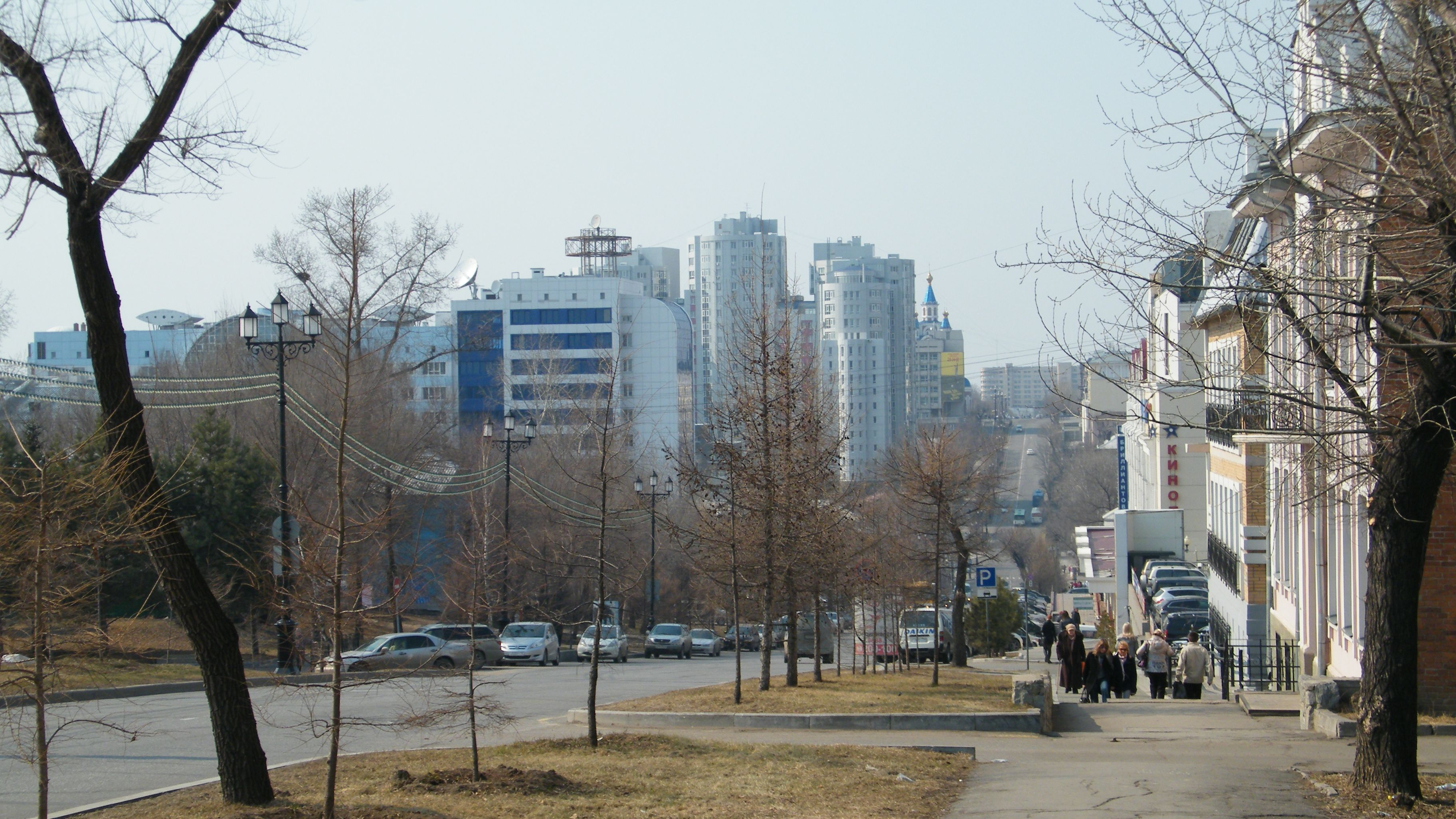
Вид улицы от Площади Славы в сторону Уссурийского бульвара

## История

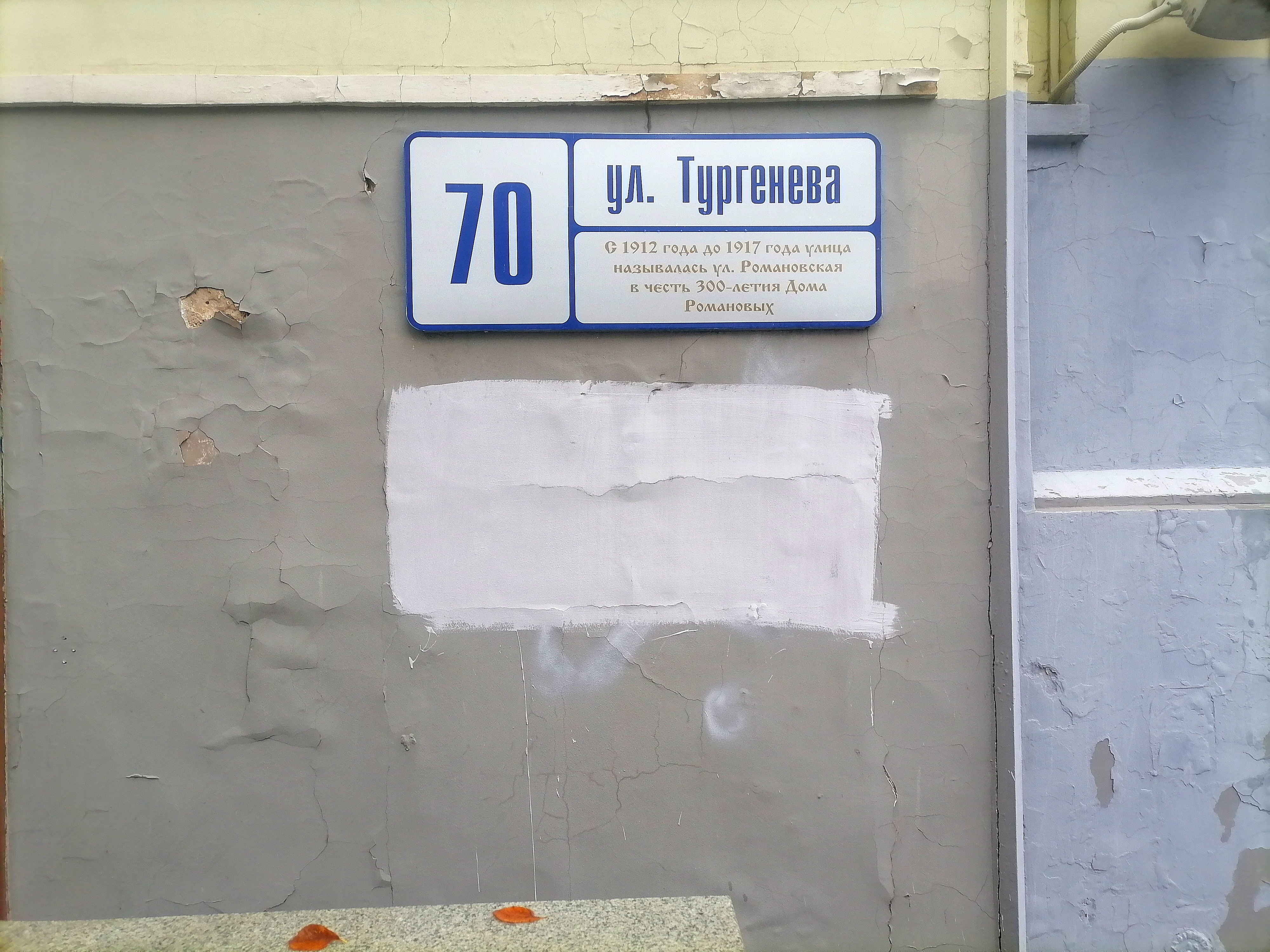

Первоначальное название — Инженерная, с 1912 по 1917 год — Романовская, переименована в честь 300-летия дома Романовых. Современное название дано в честь великого русского писателя И. С. Тургенева (1818—1883).
Согласно Постановлению президиума Хабаровского городского Совета № 849 от 05.10.1938 г., по улице планировалась прокладка первой очереди трамвая, следовавшего по маршруту ул. Тургенева — ул. Серышева — Привокзальная пл. — Станционная ул. — Николаевская ул. — ул. Ленина — ул. Тургенева протяжённостью 9,4 км. Осуществить задуманные планы помешала Великая Отечественная война.
В 2001 году был заложен первый камень в основание ныне главного хабаровского Преображенского собора. Проект выполнили архитекторы Юрий Живетьев, Николай Прокудин и Евгений Семёнов. Строительство завершено в 2004.
В 2014 году была проведена реконструкция улицы: уложено новое покрытие проезжей части, установлены новые бордюры, заменены старые фонарные столбы, опоры для троллейбусных проводов, уложена брусчатка на тротуарах. Снесены некоторые ветхие здания. На месте запущенного парка ОДОРА (окружного дома офицеров Российской армии), расположенного вдоль улицы Тургенева, устроена площадь Воинской славы

## Достопримечательности
д. 24 — Преображенский собор
д. 28 — Бывший дом жилой Д. С. Новаковского 
д. 30 — Бывший дом доходный Б. Е. Кламбоцкого
д. 32 — Бывший дом жилой Б. Е. Кламбоцкого
д. 51 — Бывшее Иннокентьевское училище (ныне здание занимает Институт горного дела ДВО РАН, мемориальная доска Е. И. Богданову)
д. 60 — Бывший дом доходный П. А. Малкова
д. 63 — Винный завод Хлебниковых
д. 68 — Дом жилой специалистов Амурского речного пароходства
д. 69 — Бывший дом доходный Н. И. Тифонтая
д. 73Б — Церковь Иннокентия, епископа Иркутского
д. 86 — Музей археологии (филиал Хабаровского краевого музея имени Н. И. Гродекова); музей «Лабиринты подземья»

## Галерея

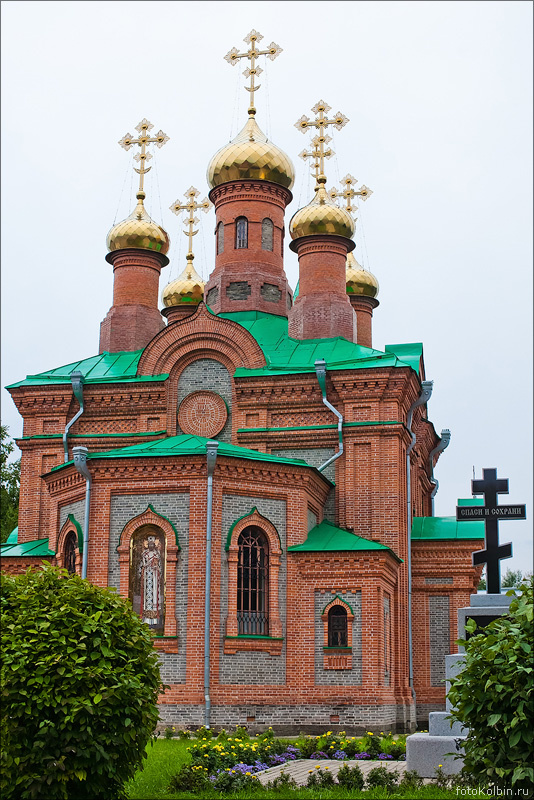
Храм Святителя Иннокентия Иркутского
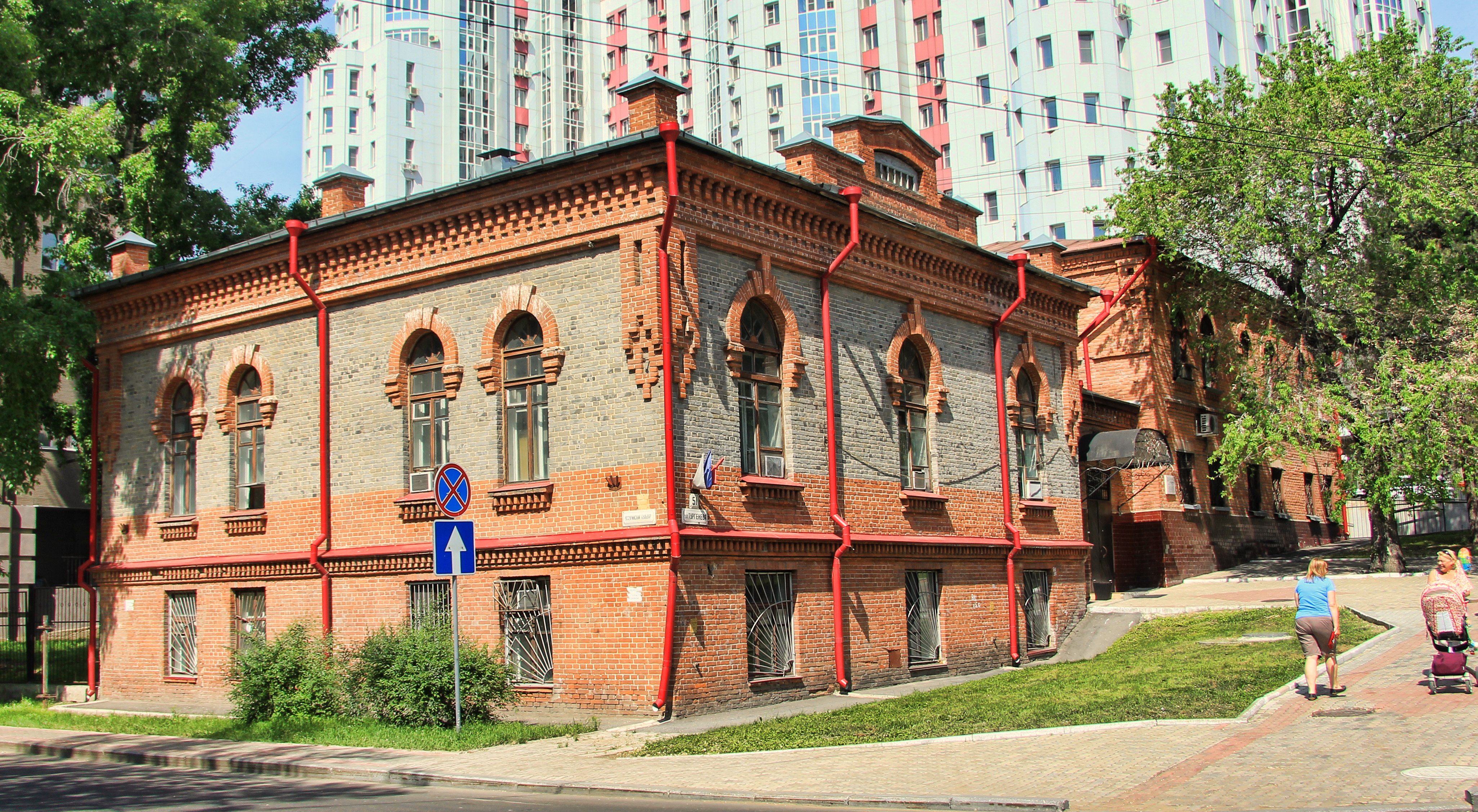
Иннокентьевское училище
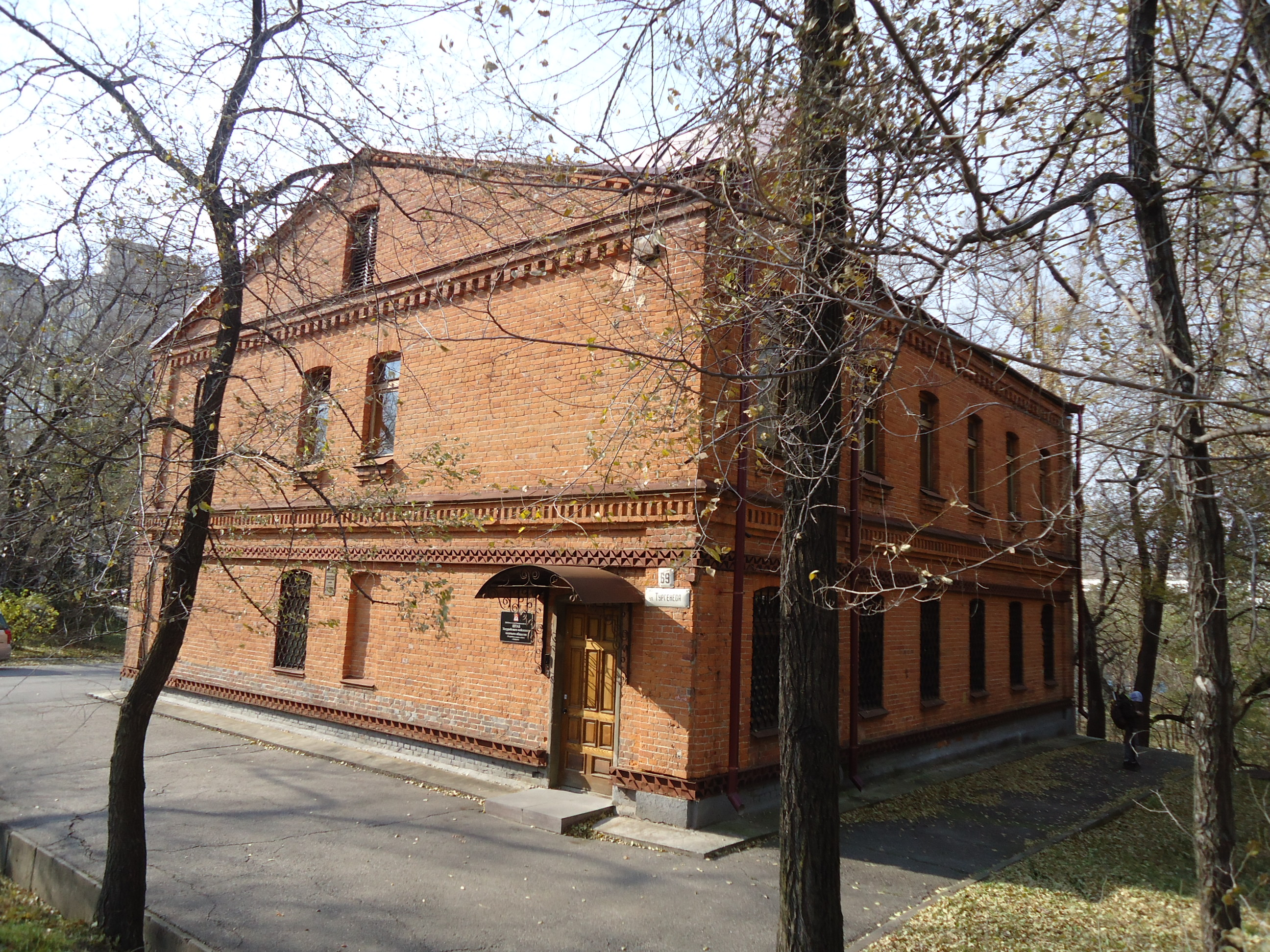
Дом доходный Н. И. Тифонтая

## Известные жители

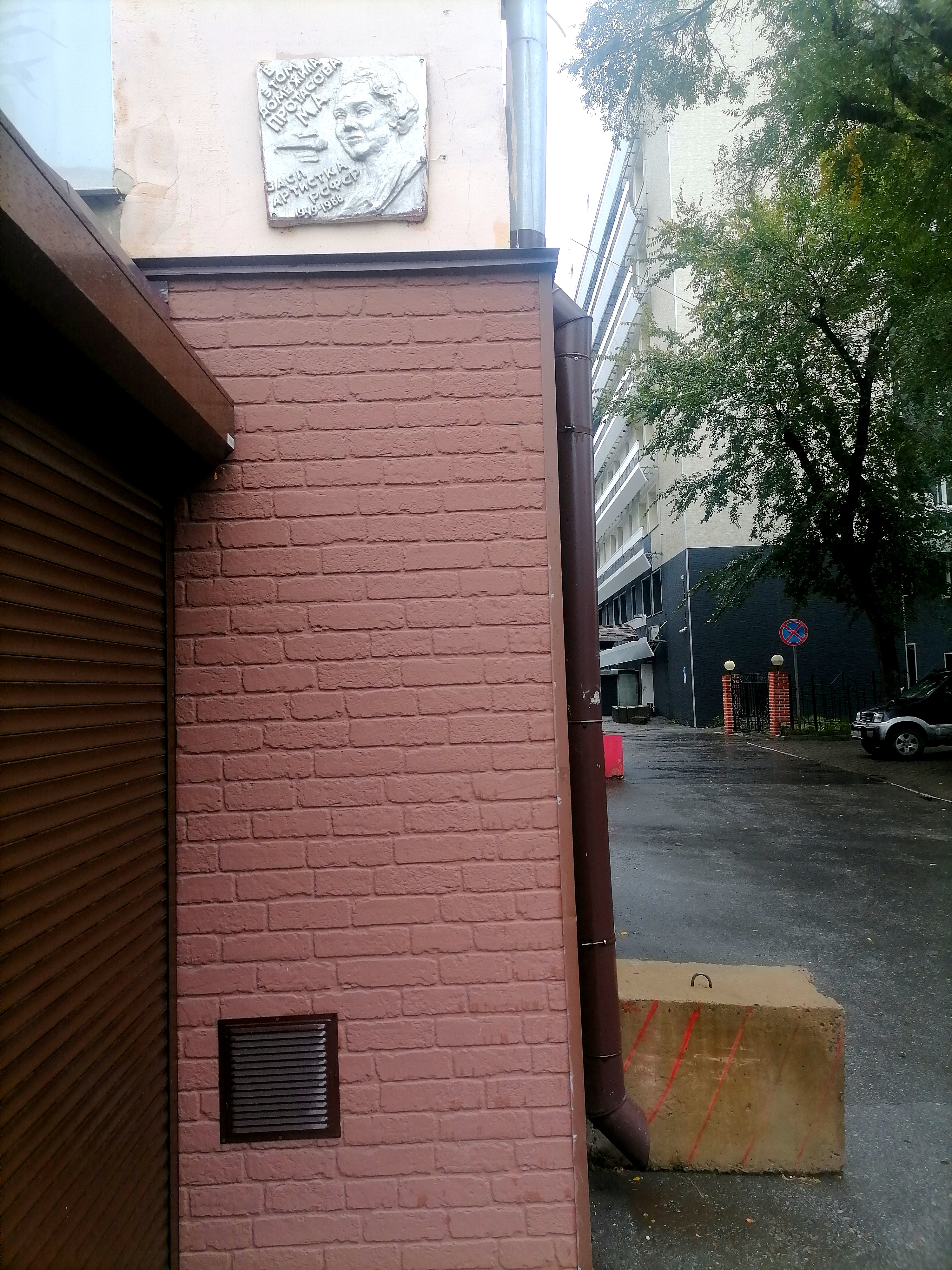
д. 66. Мемориальная доска М. А. Протасовой

д. 49 — Б. П. Копалыгин, поэт (мемориальная доска)
д. 66 — М. А. Протасова, актриса, заслуженная артистка РСФСР (мемориальная доска)
д. 69 — Николай Иванович Тифонтай, русский купец, этнический китаец